# Get Up (album, Bryan Adams)
Get Up! je třinácté studiové album kanadského rockového hudebníka Bryana Adamse. Vydáno bylo 19. října 2015 prostřednictvím vydavatelství Polydor Records. Adams napsal většinu písní s Jimem Vallancem, se kterým spolupracoval již od začátku své hudební kariéry. Producentem desky byl Jeff Lynne, většina písní ovšem vznikala spoluprací přes internet; Adams zaslal Lynnemu demo nahrávky a ten mu vrátil finální verzi písně. Přesto album nezní elektricky, ale jako „čistý rock and roll“.

## Seznam skladeb
| Pořadí         | Název                              | Autor                            | Délka |
| -------------- | ---------------------------------- | -------------------------------- | ----- |
| 1.             | You Belong to Me                   | Bryan Adams, Jim Vallance        | 2:29  |
| 2.             | Go Down Rockin'                    | Adams, Vallance                  | 2:58  |
| 3.             | We Did It All                      | Adams, Vallance                  | 3:25  |
| 4.             | That's Rock and Roll               | Adams, Vallance, Phil Thornalley | 2:48  |
| 5.             | Don't Even Try                     | Adams, Vallance                  | 2:25  |
| 6.             | Do What Ya Gotta Do                | Adams, Jeff Lynne                | 2:14  |
| 7.             | Thunderbolt                        | Adams, Vallance                  | 2:15  |
| 8.             | Yesterday Was Just a Dream         | Adams, Vallance                  | 2:57  |
| 9.             | Brand New Day                      | Adams, Vallance                  | 3:33  |
| 10.            | Don't Even Try (akustická verze)   | Adams, Vallance                  | 2:28  |
| 11.            | We Did It All (akustická verze)    | Adams, Vallance                  | 2:56  |
| 12.            | You Belong to Me (akustická verze) | Adams, Vallance                  | 2:31  |
| 13.            | Brand New Day (akustická verze)    | Adams, Vallance                  | 3:04  |
| Celková délka: | Celková délka:                     | Celková délka:                   | 36:08 |

## Obsazení
- Bryan Adams – zpěv, kytara
- Keith Scott – kytara, doprovodný zpěv
- Norm Fisher – basová kytara, doprovodný zpěv
- Gary Breit – klávesy, doprovodný zpěv
- Mickey Curry – bicí, doprovodný zpěv

Technická podpora
- Jeff Lynne – produkce